# Губернатор Прованса
Губернатор Прованса — должность, существовавшая во Франции при Старом режиме.

## Губернаторы
- 1481—1483 — Паламед де Форбен, сьёр де Солье
- 1483—1483 — Жан де Бодрикур (ум. 1493) ;
- 1487—1489 — маркграф Лодовико II ди Салуццо (ум. 1504)
- 1491—1493 — виконт Франсуа I де Люксембург-Мартиг (ум. после 1511)

## Губернаторы — великие сенешали
В 1493—1572 годах должности губернатора и великого сенешаля Прованса были соединены в одних руках.
- 1493—1503 — маркграф Филипп фон Хахберг-Заузенберг (ум. 1503)
- 1504—1513 — Луи I д"Орлеан (1480—1516), герцог де Лонгвиль
- 1514 — Жан де Пуатье, сеньор де Сен-Валье, виконт де Л'Этуаль

1515—1525 — Рене Савойский (1473—1525), граф де Тенде
- 1525—1566 — Клод Савойский (1507—1566), граф де Тенде
- 1566—1572 — Оноре I Савойский (1538—1572), граф де Тенде

## Великие сенешали
- 1572—1582 — Жан де Понтеве, граф де Карсе, барон де Котиньяк
- 1582—1610 — Гаспар де Понтеве, граф де Карсе
- 1610—1655 — Жан де Понтеве, граф де Карсе
- 1655—1662 — Франсуа де Симьян, маркиз де Горд

## Губернаторы
- 1572—1573 — Гаспар де Со-Таванн (1504—1573), маршал Франции
- 1573—1578 — Альбер де Гонди (1522—1602), граф де Рец, маршал Франции
- 1578—1579 —  Франсуа де Лабом (ум. 1587), граф де Сюз
- 1579—1586 — граф Генрих Ангулемский  (1551—1586)
- 1586—1588 — Жан Луи де Ногаре де Лавалет (1554—1642), герцог д’Эпернон
- 1588—1589 — Бернар де Ногаре де Лавалет (1553—1592), адмирал Франции
- 1589—1594 — Жан Луи де Ногаре де Лавалет (1554—1642), герцог д’Эпернон (2-й раз)
  - 1591—1592 — герцог Карл Эммануэль I Савойский (1562—1630), назначен Католической лигой
  - 1592—1594 — Гаспар де Понтеве (1557—1610), граф де Карсе, назначен Католической лигой
- 1594—1631 — герцог Шарль I де Гиз (1588—1640)
- 1631—1637 — Никола де Лопиталь (1581—1644), маркиз де Витри, маршал Франции
- 1637—1653 — герцог Луи-Эмманюэль Ангулемский  (1596—1653)
- 1653—1669 — Луи де Вандом (1612—1669), герцог де Меркёр
- 1669—1712 — герцог Луи Жозеф де Вандом (1654—1712)
- 1712—1734 — герцог Клод Луи Эктор де Виллар (1653—1634), маршал Франции
- 1734—1770 — герцог Оноре-Арман де Виллар (1702—1770)
- 1770—1780 — Луи Камиль де Лоррен (1725—1780), принц де Марсан
- 1782—1790 — князь Шарль-Жюст де Бово-Кран (1720—1793), маршал Франции